# Сельскохозяйственные животные

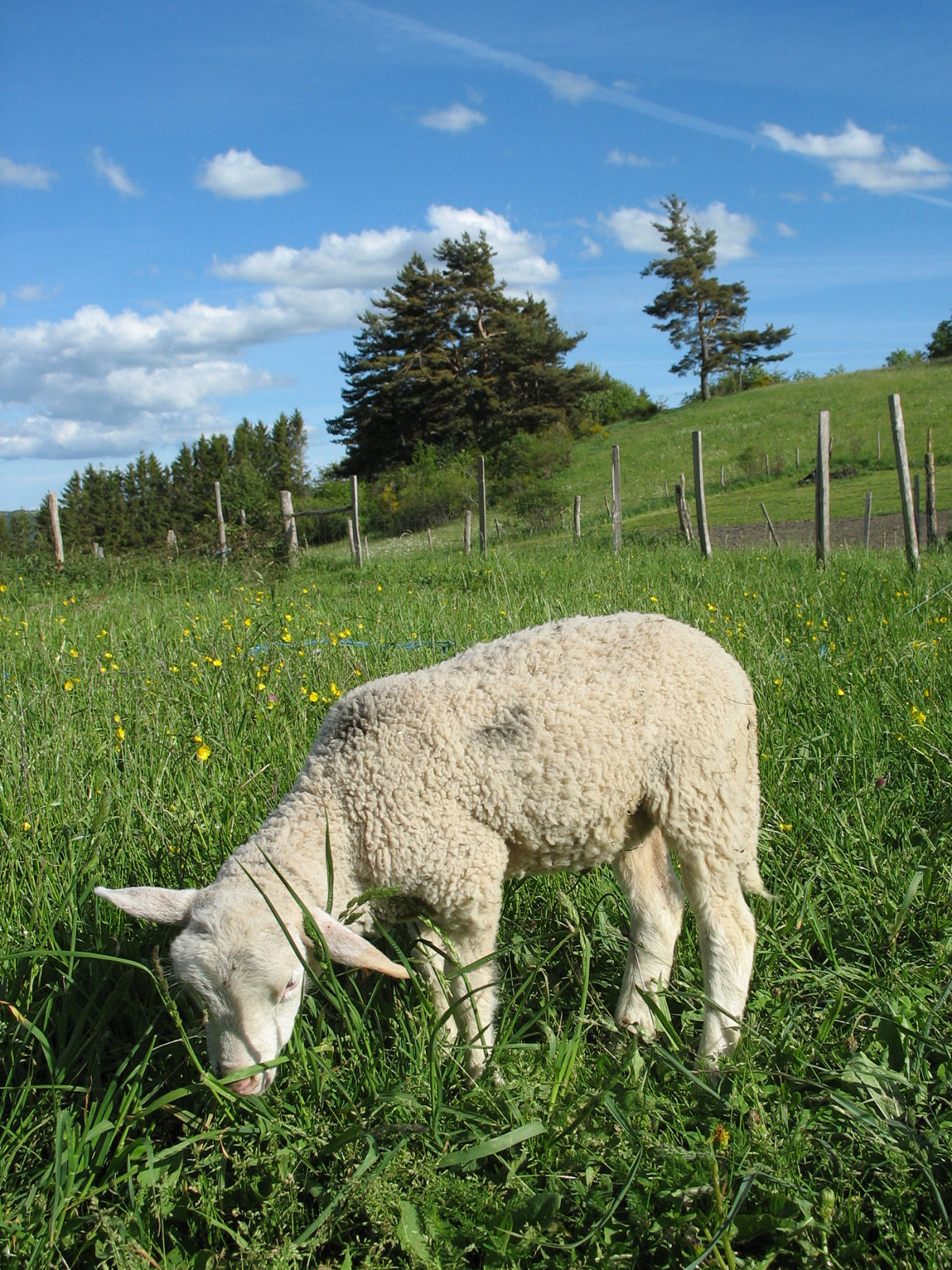
Ягнёнок

Сельскохозя́йственные живо́тные —  содержащиеся человеком для получения продуктов питания (мясо, молоко, яйца), жира, сырья производства (шерсть, мех, пух), щетины, кожи, костей, перьев, а также выполняющие транспортные и рабочие функции (тяговые, вьючные); выведены при помощи селекции — отбора желаемых качеств и характеристик представителей дикой природы, издревле отловленных и приручённых птиц и зверей.
В понятие «Сельскохозяйственные животные» обычно включают разные виды и породы млекопитающих, птиц, рыб и иных водных животных, а также насекомых, содержащихся в специализированных нежилых помещениях, с целью получения в первую очередь продуктов жизнедеятельности от представителей разводимых животных.
Сельскохозяйственные животные, чаще всего, содержатся в специализированных нежилых помещениях (стойло, загон, сарай, конюшня, свинарник, коровник, крольчатник, животноводческое помещение, ферма, хлев, скотный двор, птичник, пасека и так далее). Скот в России ранее делился на рабочий и товарно-продуктивный.

## Определение
Словари и законодательные акты определяют, что к сельскохозяйственным животным относятся:
- скот,
- ценные пушные звери,
- кролики,
- птица,
- пчёлы.

Скот (скотина), в свою очередь — «четвероногие домашние сельскохозяйственные животные». Более подробно расшифровывает это понятие Даль — «общее название домашних, хозяйственных животных: лошадь, корова, верблюд, овца, коза, олень и прочие. Но, как встарь, так и поныне, большей частью, волы и коровы».

## Биологическая классификация

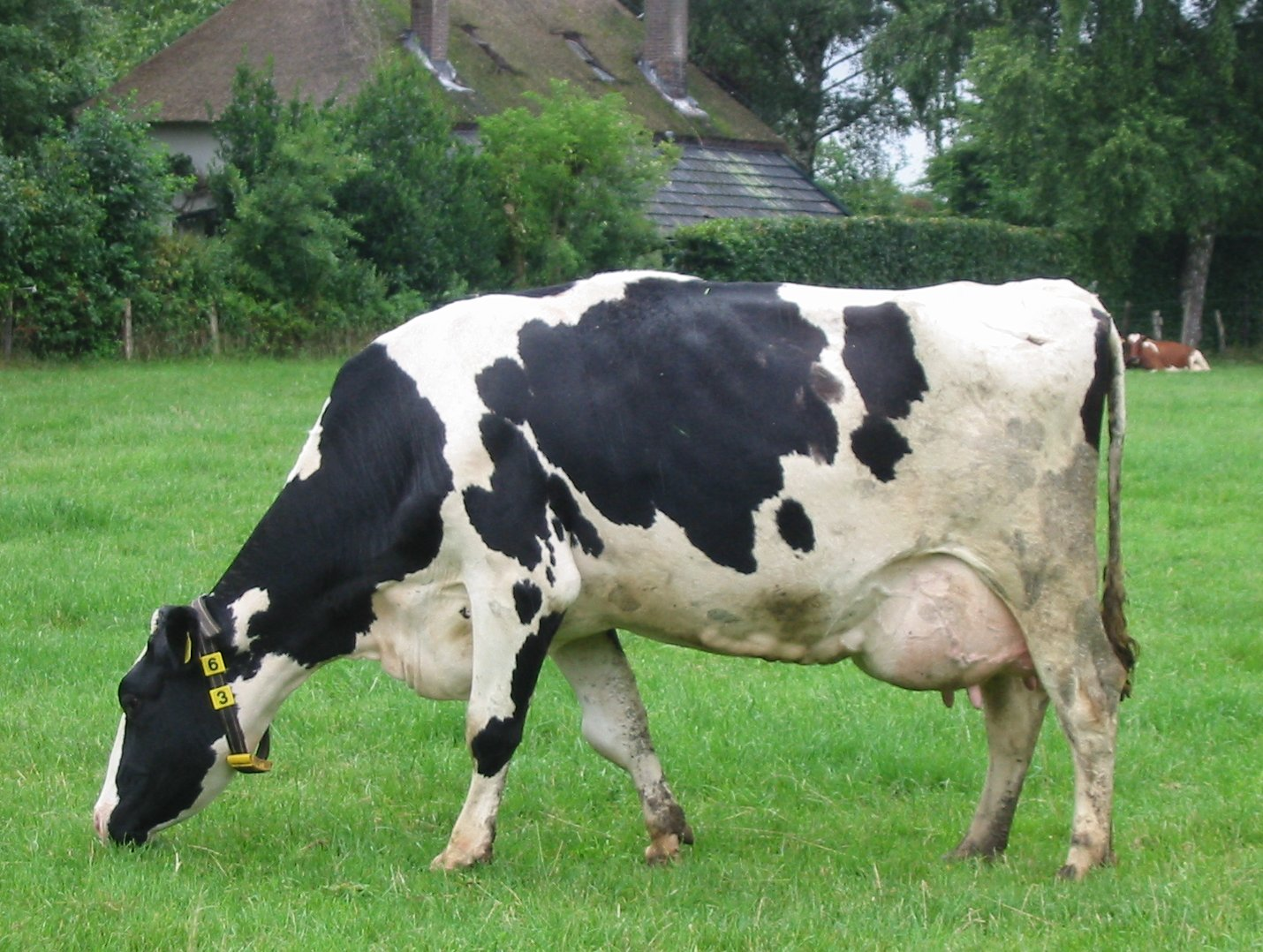
Корова

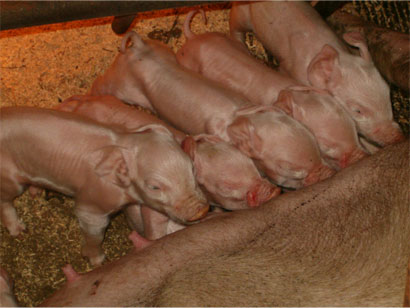
Поросята

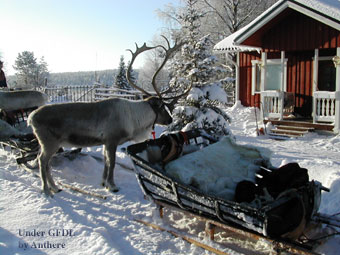
Северный олень

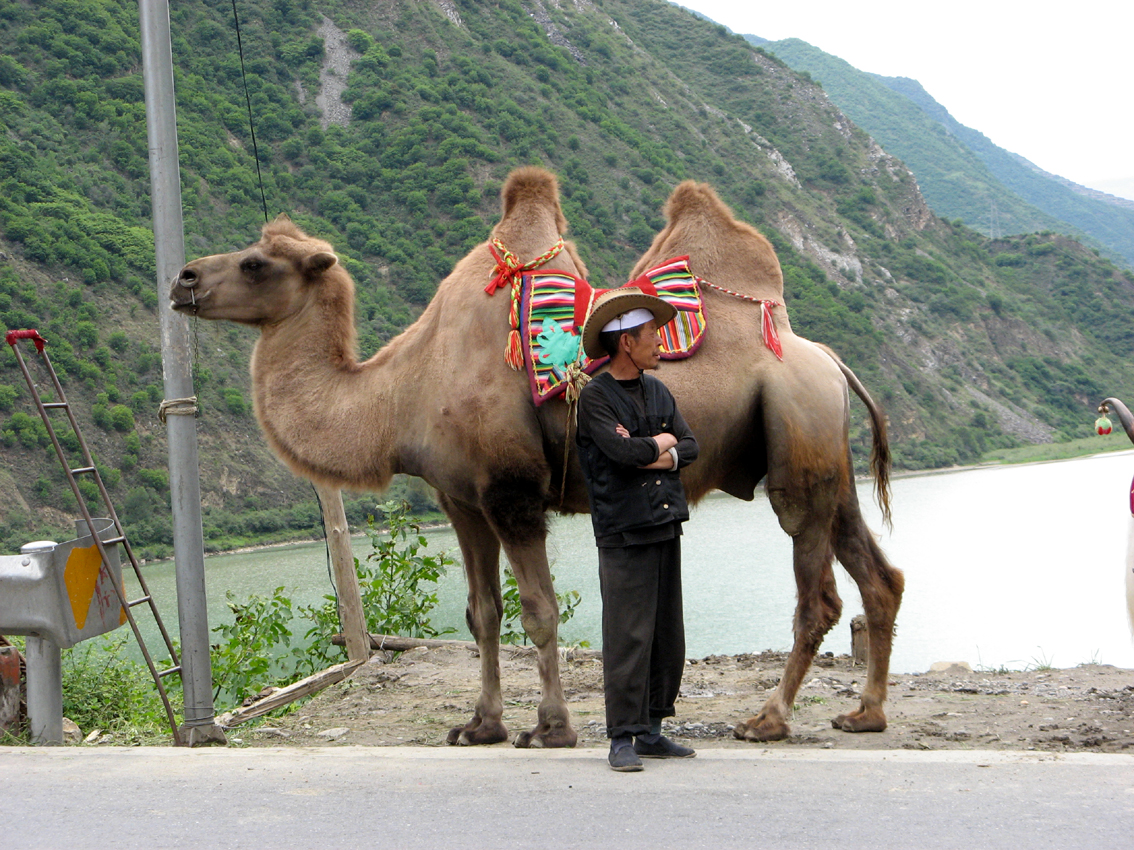
Верблюд

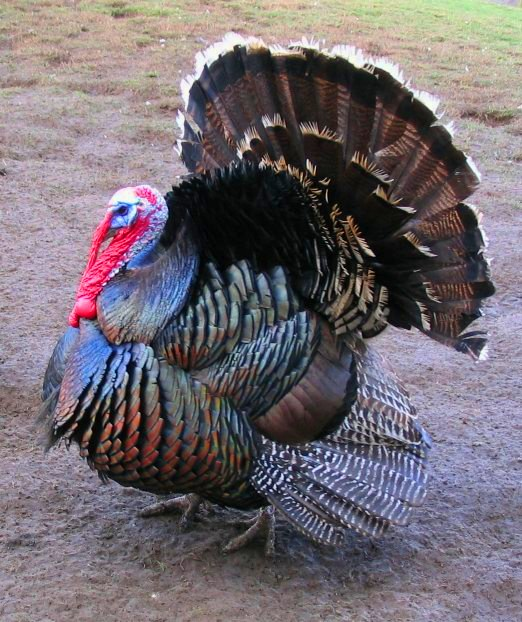
Индюк

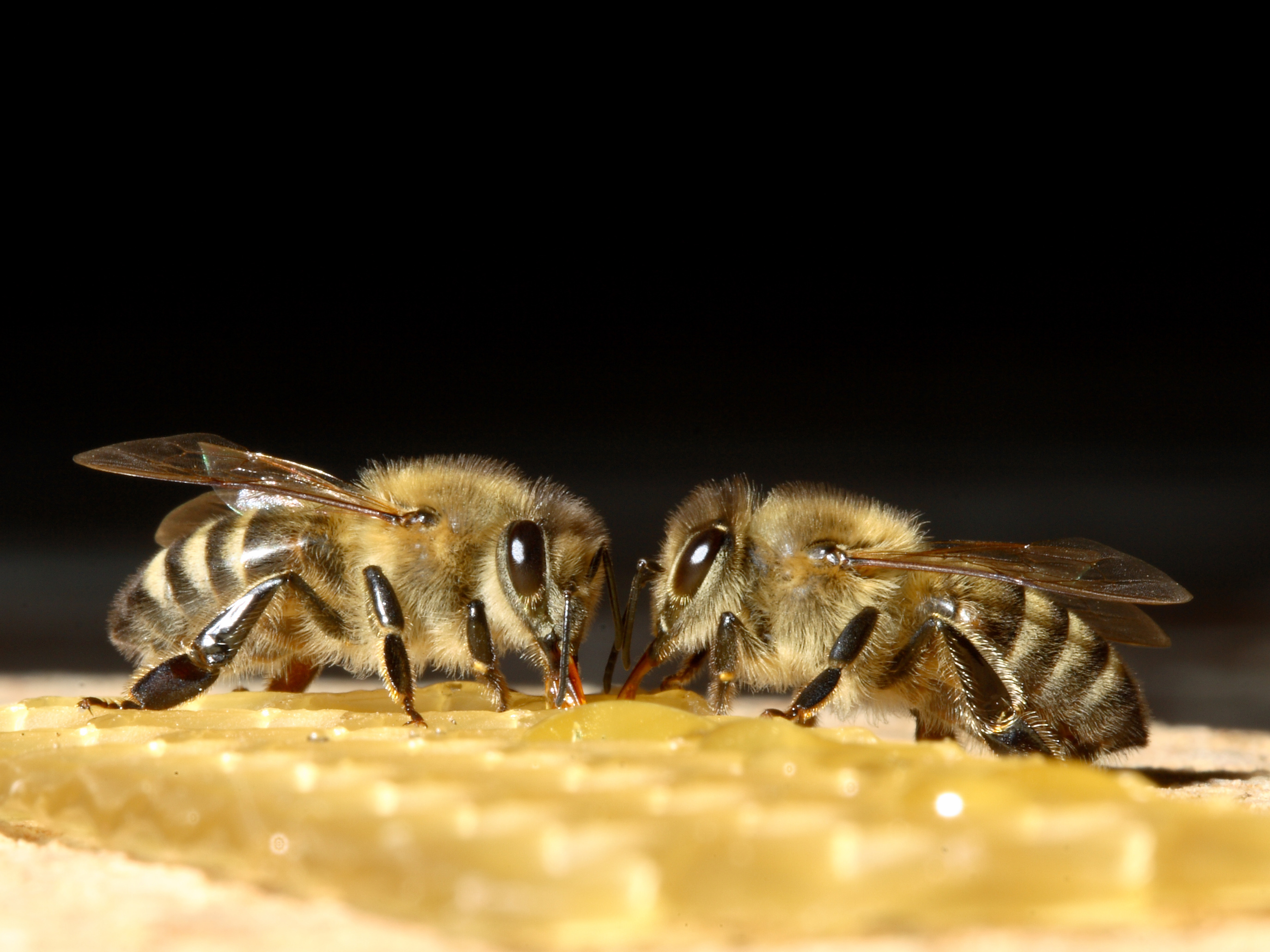
Пчёлы

Сельскохозяйственные животные входят в общую биологическую классификацию наряду со своими дикими родственниками и в то же время делятся по породам.
Список сельскохозяйственных животных
- Млекопитающие
  - Парнокопытные
    - Крупный рогатый скот
      - коровы, буйволы, бантенги, гаялы, яки, бизоны, а также их гибриды

    - Мелкий рогатый скот
      - козы, овцы

    - свиньи
    - северные олени
    - верблюды: дромедар (одногорбый) и бактриан (двугорбый); ламы, альпака

  - Непарнокопытные
    - лошади, ослы, а также их гибриды: мулы и лошаки

  - Зайцеобразные
    - кролики

  - Грызуны
    - нутрии
    - шиншиллы
    - морские свинки

  - Хищные
    - соболя, европейские норки, хорьки (фретки)
    - собаки, лисицы
- Птицы
  - Курообразные
    - куры, индейки, фазаны, павлины
    - цесарки

  - Гусеобразные
    - гуси
    - утки, мускусные утки

  - Голубеобразные
    - голуби (мясные породы)

  - Страусообразные
    - Страусы
- Лучепёрые рыбы
  - Лососеобразные
    - атлантические лососи, микижи

  - Карпообразные
    - белые амуры, белые и пёстрые толстолобики, карпы, караси и др.
- Насекомые
  - Перепончатокрылые
    - пчёлы, шмели

  - Чешуйчатокрылые
    - шелкопряды

  - Полужесткокрылые
    - кошениль

## Научные исследования и достижения
- Биоинженерия
- Генная инженерия
- Зооинженерия
- Зоотехния
- Искусственное осеменение
- Клонирование
- Селекция

### Селекция и содержание
- животноводство
  - верблюдоводство
  - козоводство
  - коневодство
  - кролиководство
  - овцеводство
  - оленеводство
  - свиноводство
  - скотоводство
  - собаководство
- звероводство
- птицеводство
- пчеловодство
- рыбоводство
- шелководство
- марикультура

также:
- Хонорик (гибрид хорька и норки)
- Домашние лисы